# Free'sm
Free’sm — шестой мини-альбом южнокорейской гёрл-группы CLC. Он был выпущен 3 августа 2017 года Cube Entertainment и распространен CJ E&M Music. Альбом состоит из шести песен, две из которых были выпущены в качестве синглов: «Where are You?» и «Summer Kiss».

## Выход альбома
24 июля 2017 года был выпущен первый видео-тизер с участием стажера Cube Entertainment и бывшего участника 2 сезона шоу Produce 101 Ю Сынхо. В нём показывалось, как в спальне Сынхо находит старую кассету VHS с надписью «1982.3.8». Через два дня был выпущен второй и последний видео-тизер, в котором Сынхо смотрит запись на видеокассете, в которой группа выступает в ретро-стиле. 30 июля был выпущено видео, содержащее фрагменты каждой из песен альбома
Альбом был выпущен 3 августа 2017 года и стал доступен на нескольких музыкальных порталах, в том числе в корейском онлайн-магазине Melon, а также на iTunes для остального мира.

## Коммерческий успех
Free’sm дебютировал на 10 строчке в альбомном чарте Gaon, в еженедельном хит-параде за 30 июля — 5 августа 2017 года. Альбом разместился на 41 строчке в альбомном чарте за август 2017 года, с 4 355 проданными физическими копиями.

## Трек-лист
| №                   | Название                                | Текст песни                         | Музыка                                         | Arrangement                        | Длительность |
| ------------------- | --------------------------------------- | ----------------------------------- | ---------------------------------------------- | ---------------------------------- | ------------ |
| 1.                  | «Where are You?» (어디야?; eodiya?)     | Armadillo                           | Armadillo                                      | Armadillo Dani Gu Seongcheol       | 3:40         |
| 2.                  | «Bae»                                   | Big Sancho Park Haeil Jang Yeeun    | Big Sancho Park Haeil                          | Big Sancho Park Haeil              | 3:33         |
| 3.                  | «I Like It» (즐겨; jeulgyeo)            | Seo Jaewoo Big Sancho Jang Yeeun    | Seo Jaewoo Big Sancho Nick Holiday Nikki Paige | Seo Jaewoo Big Sancho Nick Holiday | 3:32         |
| 4.                  | «Call My Name»                          | Shin Agnes (MonoTree)               | Chu Daegwan (MonoTree) Nopari                  | Nopari                             | 3:04         |
| 5.                  | «Summer Kiss»                           | Sweetch Jerry.L                     | Sweetch Jerry.L                                | Sweetch Torry K                    | 3:27         |
| 6.                  | «Hold Your Hand» (잡아줄게; jab-ajulge) | Son Youngjin Kang Dongha Jang Yeeun | Son Youngjin Kang Dongha                       | Son Youngjin Kang Dongha           | 4:00         |
| Общая длительность: | Общая длительность:                     | Общая длительность:                 | Общая длительность:                            | Общая длительность:                | 21:16        |

## Чарты
| Чарты (2017)                        | Пиковые позиции |
| ----------------------------------- | --------------- |
| Республика Корея (Gaon Album Chart) | 10              |